# Бугарско приморје
Бугарско приморје покрива цео источни део Бугарске. Протеже се од границе са Румунијом на северу, до Турске на југу, дуж обале од 378 km. Пешчане плаже беле и златне боје заузимају око 130 km на 378 km дугој обали. Овај регион је најважнији за туризам током летње сезоне (мај-октобар). Пре 1989. године, бугарске црноморске обале биле су познате као „Црвене ривијере“.

## Географске одлике
Бугарска се граничи са Румунијом на северу, на западу са Србијом, на југозападу са Северном Македонијом, на југу са Грчком и Турском а на истоку излази на Црно море. Бугарску пресецају родопске планине и Стара планина (Балкан). Највећа река је Дунав, која је истовремено и природна граница према Румунији. Најпознатија туристичка места налазе се у источној области на (Варна, Златни Пјасци, Бургас...).  Вода Црног мора је ниског салинитета и умерене температуре преко лета, од 22 до 34 °C ствара идеалне купалишне услове. Плиме и осеке су незнатне. Не постоје јаке струје и биљне и животињске врсте које представљају опасност за живот и здравље туриста. 

## Култура
На територији Реублике Бугарске налази се 36 културно-историјских резервата и више од 40.000 споменика културе. Споменици су из разлицитих периода-праисторијског, трачанског, хеленског, римског, византијског... Светски познати су Влчитрнско златно благо из бонзане епохе, златна блага из Панађуриста, Враце, Луковита и Летнице, рогозенско сребрно благо. Има и доста аутентично очуваних градова и села из доба препорода Бугарске, као сто су Стари Пловдив, Велико Трново, Копривштица, Трјавна, Бозенци, Жеравна, Мелник, Банско... Познате цркве Бојана, Свети Дјордје, Рила манастир, катедрала Александра Невског. Оно по чему је Бугарска позната јесту руже које се у овој земљи узгајају деценијама уназад и од којих се често праве парфеми.
Бугарска има доста писаца посебно од IX века до данас (Христо Ботев, Иван Вазов, Стојан Михајловски, Јордан Јовков, Благо Димитров, Јордан Радичков).

## Туризам
Када је бугарски туризам у питању, посебно се издвајају Црно море (бугарско приморје), као и планине и ски центри. Негде на другом месту, али не мање важни, налазе се развијени лечилишни, климатски и спа центри као и престоница Софија.
Бугарска има нарочито очувану природу те се у том смислу сматра европском оазом. Планине са бистрим потоцима и зеленим пашњацима, ливаде, долине и природне феномени попут природних камених мостова које овде називају „Скалните мостове“. Још једно обележје Бугарске јесу непрегледне долине ружа. Овај „национални“ цвет а уједно и симбол нашао је своје фронтално место у имиџу Бугарске у односу на цели свет. Узгој и берба ружа су важан елемент националне економије, традиције и културе. Берба ружа у Бугарској претворена је у туристичку атракцију. 

## Насеља

### Варна
Варна је трећи по величини град у Бугарској, али је највећи приморски град бугарског Црноморја па га због тога често зову и “морски главни град Бугарске”. Најзначајнији туристички центар који је најближи Варни су “Златни пјасци”.

### Бургас
Бургас је други велики градски центар на обалама мора. Бургас је четврти по величини град у Бугарској, а други је по величини поморски град одмах после Варне. У његовој близини је такође доста туристичких центара од којих су сигурно најзначајнији Несебар и Сунчев брег. У Бургасу постоји чувени фестивал кула од песака. Ово је рај за децу, али и за одрасле, а утисци са фестивала се памте за цео живот.

### Златни пјасци
Сунчев брег, ипак, има одличну “конкуренцију” која се зове Златни пјасци или у преводу – златни песак, које се налази 17 км од Варне. Име му већ довољно говори да је у питању прави “пешчани рај” јер је плажа дугачка око 4 км, равна је и широка, на неким местима и до 100 метара. Златни пјасци се сврставају у ранг најлуксузнијих светских летовалишта које има чак и лечилишне могућности због лековитих извора који се користе у терапеутске сврхе. Па овде речи Wеллнесс &СПА засита добијају право значење. Овде се налази Парк природе Златни пјасци.

### Елените
Елените је заправо комплекс одмаралишта који се састоји од вила и хотела у чијем се залеђу налазе обронци планине Балкан. Одмаралиште је специфично због тога што цело гледа на југ а налази се у јужном делу црноморске обале, неких 9 км од Сунчевог брега.

### Поморје
Град Поморје је прелепо туристичко место које се налази на каменитом полуострву у заливу Бургас од кога је удаљен неких 20 км. Поморје је прави приморски градић који краси низ плажа са финим песком који је понегде и црн, па је због тога ово место и посебно. Као и призор обронака Старе планине који га надвисују у позадини.

### Свети Влас
Свети Влас је градић у близини Несебара и популарног Сунчевог брега и то је једино приморско место у Буграској у коме плажа у потпуности гледа на југ. Године 2007. овде је изграђена највећа и најмодернија лука за јахте у Бугарској, „Диневи“, па је у то време и уређена и проширена плажа, а место са изградњом марине и хотелског комплекса „Диневи Ресорт“ врло брзо постаје јако популарно међу елитом и богатима.

### Ахтопол
Летовалиште Ахтопол се налази на самом југу бугарског приморја и близу је бугарске границе са Турском. Смештено је на малом каменитом полуострву које је дугачко 500 м па је заиста као бисер – мало али прелепо. Право мало мирно приморско одмаралиште идеално је за све љубитеље правог одмора и прелепе природе, јер се у близини места налази и заштићени парк природе „Странџа“, највећи у Бугарској.

### Свети Константин и Елена
Свети Константин и Елена је најлуксузније одмаралиште на бугарској обали, удаљено 8 км од Варне и 7 км јужно од „Златних пјасци“. Ово је уједно и најстарије летовалиште на бугарској обали које је у исто време и велики здравствени центар и лечилиште због многобројних извора минералне, лековите воде. Некада лечилиште, временом је прерасло у луксузно летовалиште ушушкано у зеленим, густим шумама које се спуштају до саме обале и прелепих песковитих плажа.

### Равда
Равда је месташце у непосредној близини Несебара, идеално за оне који желе одмор, али близу „забаве“ у већим центрима као што су Несебар или „Сунчев брег“ јер је од њих удаљена око 3 км. Плажа у Равди се простире на површини од 57.000 м2, а рт Равда дели је на два дела, јужни и северни. Јужни је „комерцијалнији“ са више забавних атракција, док је северни део плаже мирнији и баш је за одмор.

### Приморско
Приморско је градић са неких 3000 становника, на крајњем је југоистоку бугарског приморја, а у залеђу му је величанствена планина Странџа па су пејзажи и призори јединствени. Од песковитих плажа на ивицама мора до зелених висоравни које их у позадини „чувају“ и са којих се спушта пријатни ваздух који расхлађује летње врелине.

### Албена
Албена је одмаралиште у северном делу обале, а о д Варне је удаљено 35 км. Велика атракција Албене је национални парк „Балтата“, један од најлепших у Бугарској. Ипак, одмаралиште је, пре свега, познато по својој изванредној плажи дугачкој 3,5 км и широкој и до 150 метара.

### Созопол
Созопол је један од најстаријих градова на бугарском приморју и један је од најзначајнијих туристичких центара црноморског приморја. Налази се 35 км северно од Бургаса а због своје изузетне историје и традиције спада у ред најзначајнијих локалитета у Бугарској. Град је подељен на нови и стари део, „Стари град“ обилује споменицима културе од изузетног значаја, а шетња калдрмисаним улицама прошлости води вас на пут кроз богату историју и културу овог града. Нови део града је модеран са свим неопходним инфраструктурама неопходним за један важан туристички центар као што је Созопол. Још једна значајна атракција је и оближње острво Свети Иван, највеће острво у бугарском делу Црног мора, на ком су 2010. године пронађене мошти једног од најзначајнијих светитеља хришћанског света, св. Јована Крститеља.

### Несебар
Уз Созопол, најважнији “духовни” центар бугарског приморја је Несебар – град-музеј и јединствено место где је историја зауставила сат. Као један од најстаријих градова Европе, Несебар је изузетно вредна локација која 1956. године проглашена културним добром и музејом на отвореном, а 1983. године га је и УНЕСЦО уврстио на своју листу светске културне баштине. Изузетан значај у старом делу града има мноштво средњевековних цркава и куће у старинском архитектонском стилу из 18. и 19. века. Град је формално подељен земљоузом на стари и нови део, али је ипак целина која се само тако и може доживети. Иако су историја и култура нешто што овом граду дају печат вечности, Несебар је ипак и летовалиште, са плажама и хотелским комплексима  и свим оним забавним садржајима које једно летовалиште мора да има.

### Сунчев брег
За праву забаву из Несебара се иде у оближњи Сунчев брег, који се налази у непосредној близини Несебара и најпопуларније је и најмодерније летовалиште у Бугарској. Ибица, Сен Тропе, Лас Вегас... Да, “Сунчев брег” има помало од свега у себи. Право летовалиште са преко стотину хотела и ресторана, барова, казина, продавница, аква паркова, разноразних могућности за спортове на води и на сувом, са плажом дугачком око 10 км и небројаним засадима ружа, Сунчев брег је право место за “забавни” одмор.